# Puig d'en Mallol
El Puig d'en Mallol és una muntanya de 139 metres que es troba al municipi de Vilopriu, a la comarca catalana del Baix Empordà.